# Pedophilia and Sexual Offending Against Children
《Pedophilia and Sexual Offending Against Children: Theory, Assessment, and Intervention》是麥克爾·斯圖撰寫的書籍，於2008年經美國心理學會出版。第二版在2018年面世，同由美國心理學會發行。

## 背景
2002年，麥克爾·斯圖受到美国心理学会徵稿編輯蘭辛·海斯（Lansing Hays）邀請撰寫本著作:xv。次年在金賽研究所圖書館為雙方的合作簽下合約:vii。當時他的撰寫目的是避免兒童在性方面被害，即使有關經歷對許多經歷者而言可能沒很大影響:xiv。撰寫期間得到了詹姆斯·坎托等人協助:xv。首版在2008年面世，第二版則於2018年出版:vii、iv。斯圖在第二版當中表示除了維持首版的目的外，還以幫助戀童者及戀少年者為目標；並加入了更多新的資料、跟從DSM-5把戀童和恋童障碍區分的做法:4-5。

## 內容
除非另行註明，否則以下內容以初版為準。
著作總結及評價了有關戀童及針對兒童的性罪行的各項研究，涵蓋其定義、戀童及針對兒童的性罪行的成因、性罪犯的治療方法。而在欠實質研究支持的範疇，著作會先提供現行理論及假設予人參考。斯圖在著作開首批評相關専业人员及一般大眾的許多假設沒有得到證據支持，但他們卻常以此為基礎作決策，故此寫一本著作總結該該範疇的實證研究。它指出戀童者不一定會犯下性罪行，及解釋為何非戀童者同樣會犯下針對兒童的性罪行。著作估計人口當中少於5%的男性和少於4%的女性是戀童者。
斯圖認為研究者圈子需產出更多把沒有犯罪的戀童者設為研究對象的研究。並總結了前人提出的針對兒童的性犯罪成因理論。他雖認為該些理論有貢獻，但指出都欠缺實證研究基礎。他指出性犯罪者跟其他犯罪者不同的地方在於前者出現更多支持針對兒童的性犯罪的態度、較難適應社會、更具反社會性、較常犯下與性無關的罪行。在解釋戀童的成因時，作者指出其成因不明，但仍依研究探討古典制約、童年時經歷性虐待、神經發育等因素在當中扮演的角色。之後討論了預測性犯罪者重犯可能性的評估方法及針對他們的治療方法。他舉出了四個有效預測的評估方法。並指出品質較高的研究發現有沒有完成治療在預後上沒有差異，且部分治療可能讓結果更差。建議治療性犯罪者的從業者應參考其他治療罪犯的計劃。全著共用了850條參考文獻。

## 評價
加州大学洛杉矶分校的瓦倫特（S. M. Valente）在《Choice》雜誌上推薦了該本著作。在麦吉尔大学任職的伊麗莎白·D·法斯特（Elizabeth D. Fast）亦讚揚其總結得全面，「對研究者和政策制定者有幫助」。溫克·喬丹（Wencke Chodan）在期刊《Sexuologie》上認同上述評價，並讚揚它內容寫得較淺白。在加利福尼亞州立大學任職的凱倫．卡姆巴赫（Karen C. Kalmbach）同樣讚揚其易於閱讀。